# Lithostege fuscata
Lithostege fuscata är en fjärilsart som beskrevs av Karl Grünberg 1906. Lithostege fuscata ingår i släktet Lithostege och familjen mätare. Inga underarter finns listade i Catalogue of Life.